# Tipula atlas
Tipula atlas är en tvåvingeart som beskrevs av Pierre 1924. Tipula atlas ingår i släktet Tipula och familjen storharkrankar.
Artens utbredningsområde är Marocko. Inga underarter finns listade i Catalogue of Life.